# Municipio de Arne
El municipio de Arne (en inglés: Arne Township) es un municipio ubicado en el condado de Benson en el estado estadounidense de Dakota del Norte. En el año 2010 tenía una población de 42 habitantes y una densidad poblacional de 0,45 personas por km².

## Geografía
El municipio de Arne se encuentra ubicado en las coordenadas 47°53′9″N 99°36′38″O / 47.88583, -99.61056. Según la Oficina del Censo de los Estados Unidos, el municipio tiene una superficie total de 92.97 km², de la cual 91,63 km² corresponden a tierra firme y (1,44 %) 1,34 km² es agua.

## Demografía
Según el censo de 2010, había 42 personas residiendo en el municipio de Arne. La densidad de población era de 0,45 hab./km². De los 42 habitantes, el municipio de Arne estaba compuesto por el 100 % blancos. Del total de la población el 0 % eran hispanos o latinos de cualquier raza.